# 116-я отдельная разведывательная авиационная эскадрилья (1-го формирования)
116-я отдельная разведывательная авиационная Краснознамённая эскадрилья  — воинская часть Вооружённых Сил СССР в Великой Отечественной войне.

## История
Сформирована 24 июня 1941 года на Северном фронте путём выделения эскадрильи из состава 311-го разведывательного авиационного полка. При формировании на вооружении эскадрильи вместе со 117-й эскадрильей оказалось 2 самолёта Пе-2 и 7 СБ.
В составе действующей армии с 24 июня 1941 по 13 августа 1942 года.
Базировалась под Ленинградом, с июня 1941 года осуществляла разведывательные вылеты в Прибалтику, Псковскую область, с приближением линии фронта - на близкие южные подступы к Ленинграду. Также осуществляла вылеты в Финляндию. С ноября-декабря 1941 года переведена на обслуживание Волховского фронта, обеспечивала воздушной разведкой проведение Любанской наступательной операции, действует в интересах Волховского фронта до расформирования.
13 августа 1942 года обращена на формирование 8-й отдельной дальнеразведывательной авиационной эскадрильи.

## Подчинение
| Дата            | Фронт (округ)                                              | Армия             | Корпус | Дивизия | Примечания |
| --------------- | ---------------------------------------------------------- | ----------------- | ------ | ------- | ---------- |
| 01.07.1941 года | -                                                          | -                 | -      | -       | нет данных |
| 10.07.1941 года | -                                                          | -                 | -      | -       | нет данных |
| 01.08.1941 года | -                                                          | -                 | -      | -       | нет данных |
| 01.09.1941 года | -                                                          | -                 | -      | -       | нет данных |
| 01.10.1941 года | Ленинградский фронт                                        | -                 | -      | -       | -          |
| 01.11.1941 года | Ленинградский фронт                                        | -                 | -      | -       | -          |
| 01.12.1941 года | -                                                          | 52-я армия        | -      | -       | -          |
| 01.01.1942 года | Ленинградский фронт                                        | 54-я армия        | -      | -       | -          |
| 01.02.1942 года | Волховский фронт                                           | 2-я ударная армия | -      | -       | -          |
| 01.03.1942 года | Волховский фронт                                           | -                 | -      | -       | -          |
| 01.04.1942 года | Волховский фронт                                           | -                 | -      | -       | -          |
| 01.05.1942 года | Ленинградский фронт (Группа войск Волховского направления) | 59-я армия        | -      | -       | -          |
| 01.06.1942 года | Ленинградский фронт (Волховская группа войск)              | 59-я армия        | -      | -       | -          |
| 01.07.1942 года | Волховский фронт                                           | -                 | -      | -       | -          |
| 01.08.1942 года | Волховский фронт                                           | -                 | -      | -       | -          |

## Командование

###### Командир
- капитан Лях Иван Кузьмич

###### Военный комиссар
- Полковой комиссар Семёнов Владимир Иванович

###### Начальник штаба
- Старший лейтенант (капитан) Горбунов Иван Васильевич

## Награды
| Награда                | Дата    | За что получена |
| ---------------------- | ------- | --------------- |
| Орден Красного Знамени | 01.1942 | -               |